# Gloxiniopsis
Gloxiniopsis, monotipski biljni rod iz porodice gesnerijevki čija je jedina vrsta G. racemosa rasprostranjenih u tropskoji Južnoj Americi (Kolumbija). Dio je podtribusa Gloxiniinae.

## Opis roda
Gloxiniopsis uključuje jednu vrstu, G. racemosa (ranije Gloxinia racemosa). Iako je naizgled vrlo sličan s Gloxinia perennis, Gloxinopsis racemosa nije blisko povezan s Gloxinia ili bilo kojim drugim rodom u plemenu. Cvjetovi se stvaraju u grozdu kao kod G. perennis, ali plod je više sličan plodu vrste Monopyle. Vrsta se nalazi u Andama u Kolumbiji.

## Sinonimi
- Gloxinia racemosa (Benth.) Wiehler, Selbyana
- Monopyle racemosa Benth.